# Numero di Riesel
In matematica, un numero di Riesel è un numero naturale dispari {\displaystyle k} tale che ogni intero della forma {\displaystyle k\cdot 2^{n}-1} sia un numero composto, ovvero non sia un numero primo.
In altre parole, quando {\displaystyle k} è un numero di Riesel, tutti i numeri del seguente insieme sono composti:
{\displaystyle \left\{\,k\cdot 2^{n}-1:n\in \mathbb {N} \,\right\}.}
Nel 1956, Hans Riesel dimostrò che esistono infiniti interi {\displaystyle k} tali che {\displaystyle k\cdot 2^{n}-1} non è primo per ogni intero {\displaystyle n}. Egli mostrò che il numero 509203 ha questa proprietà, e lo stesso vale per i numeri nella forma :{\displaystyle 509203+11184810\cdot k;k\in \mathbb {N} }.
Per dimostrare che un certo numero è un numero di Riesel, bisogna trovare un "insieme ricoprente". Un insieme ricoprente è un insieme di numeri primi piccoli tali che ogni membro di una certa successione sia divisibile per uno di essi, ed è chiamato così perché si dice che "ricopre" quella successione. Gli unici numeri di Riesel comprovati più piccoli di un milione hanno i seguenti insiemi ricoprenti:
- {\displaystyle 509\,203\cdot 2^{n}-1} ha l'insieme ricoprente {3, 5, 7, 13, 17, 241}
- {\displaystyle 762\,701\cdot 2^{n}-1} ha l'insieme ricoprente {3, 5, 7, 13, 17, 241}
- {\displaystyle 777\,149\cdot 2^{n}-1} ha l'insieme ricoprente {3, 5, 7, 13, 19, 37, 73}
- {\displaystyle 790\,841\cdot 2^{n}-1} ha l'insieme ricoprente {3, 5, 7, 13, 19, 37, 73}
- {\displaystyle 992\,077\cdot 2^{n}-1} ha l'insieme ricoprente {3, 5, 7, 13, 17, 241}

Un problema tuttora irrisolto è il cosiddetto problema di Riesel, ovvero la determinazione del più piccolo numero di Riesel.
Non essendo stato individuato alcun insieme ricoprente per valori di {\displaystyle k} inferiori a 509203, si congettura che questo sia il numero di Riesel più piccolo. Ad ogni modo, 75 valori di {\displaystyle k} inferiori a 509 203 hanno restituito solo numeri composti per tutti i valori di {\displaystyle n} provati finora. I più piccoli fra di essi sono 2 293, 9 221, 23 669, 26 773, 31 859, 38 473, 40 597, 46 663, 65 531, 67 117 e 74 699. Sono stati individuati i fattori primi di 21 numeri grazie al progetto Riesel Sieve (analogo a Seventeen or Bust per i numeri di Sierpinski).